# Słowacka Galeria Narodowa

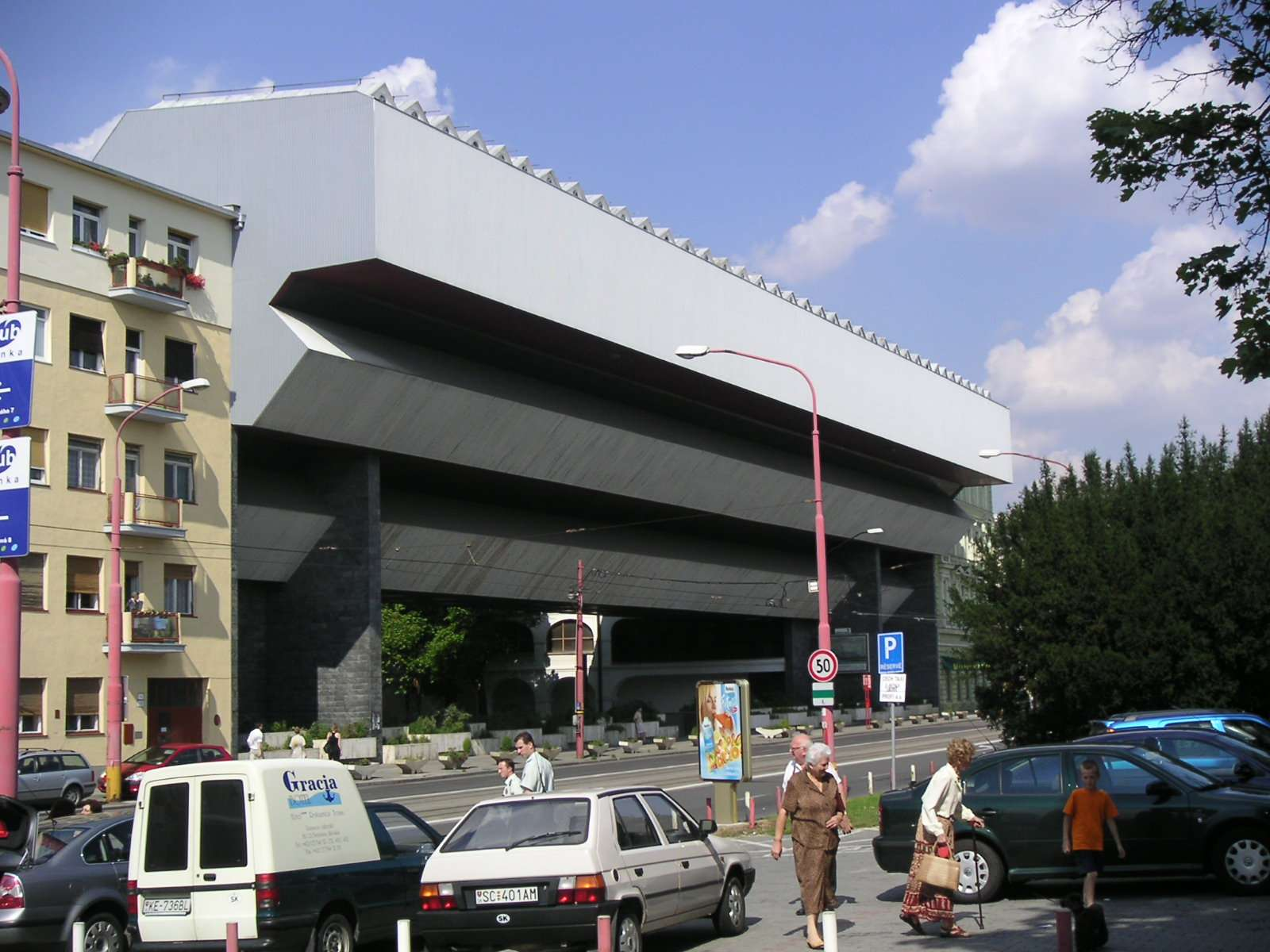
Modernistyczna hala Słowackiej Galerii Narodowej

Słowacka Galeria Narodowa (słow. Slovenská národná galéria) – sieć galerii na terenie Słowacji z siedzibą w Bratysławie.
Galeria została założona 29 listopada 1949 roku. Siedziba galerii znajduje się w Pałacu Esterháziego (Esterházyho palác), a także częściowo w Koszarach Wodnych (Vodné kasárne), z którymi pałac jest połączony. Pałac został zniszczony podczas II wojny światowej i odbudowany w 1950 roku. W 1970 roku rozbudowano galerię, dodając do pałacu halę wybudowaną w stylu modernistycznym.
Obecnie galeria posiada także lokalne filie poza Bratysławą, m.in. w Zwoleniu, Białej Spiskiej oraz w Pezinku.